# Корольчук Сергій Васильович
Сергій Васильович Корольчук — старший солдат Збройних Сил України, учасник російсько-української війни, що загинув у ході російського вторгнення в Україну в 2022 році.

## Життєпис
Сергій Корольчук народився 1988 року у селищі Віньківці Віньковецького (з 2020 року — Хмельницького району) на Хмельниччині. Після закінчення загальноосвітньої школи в рідному селі навчався у Кам'янець-Подільському коледжі культури та мистецтв, згодом продовжив навчання в Рівненському державному педагогічному університеті. Після закінчення університету повернувся в коледж культури та мистецтв викладачем, працював також у Кам'янець-Подільському національному університеті імені Івана Огієнка. Він керував оркестром народних інструментів, був надзвичайно талановитим, від руки писав партії для цілого оркестру. У 2019 році Сергій Корольчук підписав контракт, пішов служити до лав ЗСУ. Під час війни на сході України неодноразово брав участь у боях з окупантом в зоні ООС. З початком повномасштабного російського вторгнення в Україну перебував на передовій. Загинув старший солдат у боях під Малином на 22 березня 2022 року. Попрощалися із Сергієм Корольчуком 26 березня 2022 року у Віньківцях. Державну відзнаку загиблого його рідним 29 серпня 2022 року вручив очільник Хмельницької ОВА Сергій Гамалій.

## Родина
У загиблого залишилися дружина та донька (нар 2020).

## Нагороди
- Орден «За мужність» III ступеня (2022, посмертно) — за особисту мужність і самовіддані дії, виявлені у захисті державного суверенітету та територіальної цілісності України, вірність військовій присязі[4].